# Saison 2024-2025 des Clippers de Los Angeles
La saison 2024-2025 des Clippers de Los Angeles est la 55e saison de la franchise en National Basketball Association (NBA) et la 41e saison à Los Angeles.
Le 3 mai, ils sont éliminés par les Nuggets de Denver au premier tour des playoffs (3-4).

## Draft
| Tour | Choix | Joueur       | Poste | Nationalité | Provenance                  |
| ---- | ----- | ------------ | ----- | ----------- | --------------------------- |
| 2    | 46    | Cam Christie | SG    | États-Unis  | Golden Gophers du Minnesota |

## Matchs

### Summer League
| Summer League Total: 4-1 |

| Match | Date match | Équipe    | Score    | Meilleur marqueur  | Meilleur rebondeur  | Meilleur passeur  | Lieux Spectateurs      | Série |
| ----- | ---------- | --------- | -------- | ------------------ | ------------------- | ----------------- | ---------------------- | ----- |
| 1     | 12 juillet | Denver    | V 88-78  | Jordan Miller (36) | Moussa Diabaté (10) | RayJ Dennis (8)   | Cox Pavilion 0         | 1 - 0 |
| 2     | 14 juillet | Brooklyn  | V 87-78  | Jordan Miller (21) | Brown, Bannan (6)   | Jordan Miller (4) | Thomas & Mack Center 0 | 2 - 0 |
| 3     | 16 juillet | Milwaukee | V 112-97 | Jordan Miller (23) | Kobe Brown (9)      | Kobe Brown (6)    | Cox Pavilion 0         | 3 - 0 |
| 4     | 18 juillet | Utah      | V 105-88 | Kobe Brown (22)    | Moussa Diabaté (9)  | Kobe Brown (6)    | Cox Pavilion 0         | 4 - 0 |
| 5     | 21 juillet | Memphis   | D 98-99  | Jordan Miller (28) | Moussa Diabaté (6)  | Trois joueurs (4) | Thomas & Mack Center 0 | 4 - 1 |

### Pré-saison
| Pré-saison Total: 4-1 (Domicile : 4-1; Extérieur : 0-0) |

| Match | Date match | Équipe       | Score     | Meilleur marqueur      | Meilleur rebondeur   | Meilleur passeur     | Lieux Spectateurs           | Série |
| ----- | ---------- | ------------ | --------- | ---------------------- | -------------------- | -------------------- | --------------------------- | ----- |
| 1     | 5 octobre  | Golden State | D 90-91   | Ivica Zubac (14)       | Kobe Brown (9)       | James Harden (8)     | Stan Sheriff Center 10 300  | 0 - 1 |
| 2     | 8 octobre  | Brooklyn     | V 115-106 | James Harden (14)      | Alondes Williams (6) | Alondes Williams (7) | Frontwave Arena 6 190       | 1 - 1 |
| 3     | 11 octobre | Portland     | V 101-99  | Derrick Jones Jr. (16) | Trois joueurs (6)    | Harden, Williams (5) | Climate Pledge Arena 18 300 | 2 - 1 |
| 4     | 14 octobre | Dallas       | V 110-96  | Kevin Porter Jr. (18)  | Ivica Zubac (12)     | James Harden (12)    | Intuit Dome 13 400          | 3 - 1 |
| 5     | 17 octobre | Sacramento   | V 113-91  | Jordan Miller (21)     | Kobe Brown (8)       | Kobe Brown (6)       | Intuit Dome 13 800          | 4 - 1 |

### Saison régulière
| Saison régulière Total: 50-32 (Domicile : 30-11; Extérieur : 20-21) |

| Match | Date match | Équipe         | Score          | Meilleur marqueur  | Meilleur rebondeur | Meilleur passeur  | Lieux Spectateurs   | Série |
| ----- | ---------- | -------------- | -------------- | ------------------ | ------------------ | ----------------- | ------------------- | ----- |
| 1     | 23 octobre | Phoenix        | D 113-116 (OT) | James Harden (29)  | James Harden (12)  | James Harden (8)  | Intuit Dome 18 300  | 0 - 1 |
| 2     | 26 octobre | @ Denver       | V 109-104      | Norman Powell (37) | Ivica Zubac (15)   | James Harden (16) | Ball Arena 19 691   | 1 - 1 |
| 3     | 27 octobre | @ Golden State | V 112-104      | Harden, Zubac (23) | Ivica Zubac (18)   | James Harden (11) | Chase Center 18 064 | 2 - 1 |
| 4     | 30 octobre | Portland       | D 105-106      | Norman Powell (30) | Ivica Zubac (12)   | James Harden (10) | Intuit Dome 16 727  | 2 - 2 |
| 5     | 31 octobre | Phoenix        | D 119-125      | James Harden (25)  | Ivica Zubac (12)   | James Harden (13) | Intuit Dome 16 827  | 2 - 3 |

| Match                                  | Date match  | Équipe          | Score     | Meilleur marqueur   | Meilleur rebondeur | Meilleur passeur       | Lieux Spectateurs         | Série  |
| -------------------------------------- | ----------- | --------------- | --------- | ------------------- | ------------------ | ---------------------- | ------------------------- | ------ |
| 6                                      | 2 novembre  | Oklahoma City   | D 92-105  | Norman Powell (24)  | Ivica Zubac (12)   | James Harden (7)       | Intuit Dome 16 827        | 2 - 4  |
| 7                                      | 4 novembre  | San Antonio     | V 113-104 | Norman Powell (23)  | Ivica Zubac (13)   | Kevin Porter Jr. (7)   | Intuit Dome 15 927        | 3 - 4  |
| 8                                      | 6 novembre  | Philadelphie    | V 110-98  | Norman Powell (26)  | Ivica Zubac (9)    | Harden, Powell (6)     | Intuit Dome 15 627        | 4 - 4  |
| 9                                      | 8 novembre  | @ Sacramento    | V 107-98  | Norman Powell (31)  | Ivica Zubac (15)   | James Harden (8)       | Golden 1 Center 17 832    | 5 - 4  |
| 10                                     | 9 novembre  | Toronto         | V 105-103 | Harden, Powell (24) | Harden, Zubac (12) | James Harden (7)       | Intuit Dome 17 927        | 6 - 4  |
| 11                                     | 11 novembre | @ Oklahoma City | D 128-134 | Norman Powell (31)  | Ivica Zubac (14)   | James Harden (9)       | Paycom Center 17 430      | 6 - 5  |
| 12                                     | 13 novembre | @ Houston       | D 103-111 | James Harden (19)   | Terance Mann (7)   | Kris Dunn (8)          | Toyota Center 16 493      | 6 - 6  |
| 13                                     | 15 novembre | @ Houston*      | D 104-125 | James Harden (21)   | Ivica Zubac (11)   | Coffey, Porter Jr. (3) | Toyota Center 18 055      | 6 - 7  |
| 14                                     | 17 novembre | Utah            | V 116-105 | Ivica Zubac (22)    | Ivica Zubac (11)   | James Harden (11)      | Intuit Dome 15 500        | 7 - 7  |
| 15                                     | 18 novembre | Golden State    | V 102-99  | Norman Powell (23)  | Ivica Zubac (17)   | James Harden (16)      | Intuit Dome 17 927        | 8 - 7  |
| 16                                     | 20 novembre | Orlando         | V 104-93  | James Harden (24)   | Ivica Zubac (12)   | Kevin Porter Jr. (6)   | Intuit Dome 16 563        | 9 - 7  |
| 17                                     | 22 novembre | Sacramento*     | V 104-88  | James Harden (22)   | Ivica Zubac (15)   | James Harden (9)       | Intuit Dome 16 228        | 10 - 7 |
| 18                                     | 24 novembre | @ Philadelphie  | V 125-99  | James Harden (23)   | Ivica Zubac (12)   | James Harden (8)       | Wells Fargo Center 19 780 | 11 - 7 |
| 19                                     | 25 novembre | @ Boston        | D 94-126  | Ivica Zubac (23)    | Ivica Zubac (10)   | James Harden (9)       | TD Garden 19 156          | 11 - 8 |
| 20                                     | 27 novembre | @ Washington    | V 121-96  | James Harden (43)   | Ivica Zubac (16)   | James Harden (7)       | Capital One Arena 15 066  | 12 - 8 |
| 21                                     | 29 novembre | @ Minnesota*    | D 92-93   | James Harden (20)   | Ivica Zubac (13)   | James Harden (11)      | Target Center 15 066      | 12 - 9 |
| *Matchs comptant pour la NBA Cup 2024. |             |                 |           |                     |                    |                        |                           |        |

| Match                                 | Date match   | Équipe                | Score     | Meilleur marqueur       | Meilleur rebondeur | Meilleur passeur       | Lieux Spectateurs               | Série   |
| ------------------------------------- | ------------ | --------------------- | --------- | ----------------------- | ------------------ | ---------------------- | ------------------------------- | ------- |
| 22                                    | 1er décembre | Denver                | V 126-122 | James Harden (39)       | James Harden (9)   | James Harden (11)      | Intuit Dome 16 182              | 13 - 9  |
| 23                                    | 3 décembre   | Portland*             | V 127-105 | Norman Powell (30)      | Ivica Zubac (10)   | James Harden (7)       | Intuit Dome 15 583              | 14 - 9  |
| 24                                    | 4 décembre   | Minnesota             | D 80-108  | Nah'Shon Hyland (18)    | Ivica Zubac (10)   | James Harden (3)       | Intuit Dome 15 111              | 14 - 10 |
| 25                                    | 8 décembre   | Houston               | D 106-117 | Nah'Shon Hyland (22)    | Ivica Zubac (12)   | Kevin Porter Jr. (6)   | Intuit Dome 14 782              | 14 - 11 |
| 26                                    | 13 décembre  | @ Denver              | D 98-120  | Porter Jr., Powell (16) | Ivica Zubac (13)   | James Harden (6)       | Ball Arena 19 779               | 14 - 12 |
| 27                                    | 16 décembre  | Utah                  | V 144-107 | James Harden (41)       | Ivica Zubac (12)   | Harden, Porter Jr. (6) | Intuit Dome 14 651              | 15 - 12 |
| 28                                    | 19 décembre  | @ Dallas              | V 118-95  | Norman Powell (29)      | Ivica Zubac (15)   | James Harden (7)       | American Airlines Center 20 044 | 16 - 12 |
| 29                                    | 21 décembre  | @ Dallas              | D 97-113  | Norman Powell (28)      | Ivica Zubac (15)   | Quatre joueurs (3)     | American Airlines Center 20 102 | 16 - 13 |
| 30                                    | 23 décembre  | @ Memphis             | V 114-110 | Norman Powell (29)      | Ivica Zubac (19)   | James Harden (9)       | FedExForum 17 265               | 17 - 13 |
| 31                                    | 27 décembre  | Golden State          | V 102-92  | Norman Powell (26)      | Ivica Zubac (11)   | James Harden (7)       | Intuit Dome 17 927              | 18 - 13 |
| 32                                    | 30 décembre  | @ La Nouvelle-Orléans | V 116-113 | Norman Powell (35)      | Ivica Zubac (16)   | Kris Dunn (6)          | Smoothie King Center 17 303     | 19 - 13 |
| 33                                    | 31 décembre  | @ San Antonio         | D 86-122  | James Harden (17)       | Ivica Zubac (7)    | Kevin Porter Jr. (4)   | Frost Bank Center 18 690        | 19 - 14 |
| *Match comptant pour la NBA Cup 2024. |              |                       |           |                         |                    |                        |                                 |         |

| Match                                                            | Date match | Équipe          | Score          | Meilleur marqueur      | Meilleur rebondeur | Meilleur passeur     | Lieux Spectateurs        | Série   |
| ---------------------------------------------------------------- | ---------- | --------------- | -------------- | ---------------------- | ------------------ | -------------------- | ------------------------ | ------- |
| 34                                                               | 2 janvier  | @ Oklahoma City | D 98-116       | Amir Coffey (26)       | Ivica Zubac (9)    | Kris Dunn (5)        | Paycom Center 18 203     | 19 - 15 |
| 35                                                               | 4 janvier  | Atlanta         | V 131-105      | Norman Powell (20)     | Ivica Zubac (18)   | James Harden (15)    | Intuit Dome 17 927       | 20 - 15 |
| 36                                                               | 6 janvier  | @ Minnesota     | D 106-108      | Norman Powell (25)     | Ivica Zubac (16)   | James Harden (8)     | Target Center 18 978     | 20 - 16 |
| 37                                                               | 8 janvier  | @ Denver        | D 103-126      | Norman Powell (30)     | Bamba, Zubac (8)   | James Harden (4)     | Ball Arena 19 711        | 20 - 17 |
| -                                                                | 11 janvier | Charlotte       | Reporté*       | Reporté*               | Reporté*           | Reporté*             | Intuit Dome              | -       |
| 38                                                               | 13 janvier | Miami           | V 109-98       | Norman Powell (29)     | Ivica Zubac (20)   | James Harden (11)    | Intuit Dome 13 119       | 21 - 17 |
| 39                                                               | 15 janvier | Brooklyn        | V 126-67       | Kawhi Leonard (23)     | Ivica Zubac (9)    | James Harden (11)    | Intuit Dome 13 091       | 22 - 17 |
| 40                                                               | 16 janvier | @ Portland      | V 118-89       | Norman Powell (23)     | Ivica Zubac (8)    | James Harden (6)     | Moda Center 16 374       | 23 - 17 |
| 41                                                               | 19 janvier | L.A. Lakers     | V 116-102      | Norman Powell (22)     | Ivica Zubac (19)   | James Harden (12)    | Intuit Dome 17 927       | 24 - 17 |
| 42                                                               | 20 janvier | Chicago         | D 99-112       | Norman Powell (27)     | Mohamed Bamba (7)  | James Harden (10)    | Intuit Dome 15 293       | 24 - 18 |
| 43                                                               | 22 janvier | Boston          | D 113-117 (OT) | Derrick Jones Jr. (29) | Kobe Brown (11)    | Mann, Porter Jr. (7) | Intuit Dome 15 342       | 24 - 19 |
| 44                                                               | 23 janvier | Washington      | V 110-93       | Norman Powell (22)     | James Harden (12)  | James Harden (13)    | Intuit Dome 13 771       | 25 - 19 |
| 45                                                               | 25 janvier | Milwaukee       | V 127-117      | James Harden (40)      | Ivica Zubac (10)   | James Harden (9)     | Intuit Dome 17 927       | 26 - 19 |
| 46                                                               | 27 janvier | @ Phoenix       | D 109-111      | Ivica Zubac (25)       | Ivica Zubac (16)   | James Harden (10)    | Footprint Center 17 071  | 26 - 20 |
| 47                                                               | 29 janvier | @ San Antonio   | V 128-116      | Leonard, Powell (27)   | Ivica Zubac (22)   | James Harden (11)    | Frost Bank Center 18 354 | 27 - 20 |
| 48                                                               | 31 janvier | @ Charlotte     | V 112-104      | Norman Powell (27)     | Ivica Zubac (11)   | James Harden (10)    | Spectrum Center 15 342   | 28 - 20 |
| * Le match a été reporté à la suite des incendies à Los Angeles. |            |                 |                |                        |                    |                      |                          |         |

| Match                  | Date match | Équipe        | Score          | Meilleur marqueur   | Meilleur rebondeur | Meilleur passeur  | Lieux Spectateurs            | Série   |
| ---------------------- | ---------- | ------------- | -------------- | ------------------- | ------------------ | ----------------- | ---------------------------- | ------- |
| 49                     | 2 février  | @ Toronto     | D 108-115      | James Harden (25)   | Ivica Zubac (8)    | James Harden (7)  | Scotiabank Arena 18 874      | 28 - 21 |
| 50                     | 4 février  | L.A. Lakers   | D 97-122       | Norman Powell (20)  | Ivica Zubac (10)   | James Harden (9)  | Intuit Dome 17 927           | 28 - 22 |
| 51                     | 6 février  | Indiana       | D 112-119      | Harden, Powell (22) | Ivica Zubac (15)   | Harden (10)       | Intuit Dome 13 458           | 28 - 23 |
| 52                     | 8 février  | Utah          | V 130-110      | Powell, Zubac (26)  | Ivica Zubac (15)   | James Harden (17) | Intuit Dome 15 892           | 29 - 23 |
| 53                     | 12 février | Memphis       | V 128-114      | Kawhi Leonard (25)  | Ivica Zubac (13)   | James Harden (10) | Intuit Dome 14 997           | 30 - 23 |
| 54                     | 13 février | @ Utah        | V 120-116 (OT) | Norman Powell (41)  | James Harden (10)  | James Harden (7)  | Delta Center 18 175          | 31 - 23 |
| NBA All-Star Game 2025 |            |               |                |                     |                    |                   |                              |         |
| 55                     | 20 février | @ Milwaukee   | D 110-116      | Kawhi Leonard (25)  | Ivica Zubac (15)   | James Harden (8)  | Fiserv Forum 17 341          | 31 - 24 |
| 56                     | 23 février | @ Indiana     | D 111-129      | James Harden (31)   | James Harden (7)   | James Harden (11) | Gainbridge Fieldhouse 16 950 | 31 - 25 |
| 57                     | 24 février | @ Détroit     | D 97-106       | James Harden (18)   | Ivica Zubac (15)   | Trois joueurs (5) | Little Caesars Arena 18 989  | 31 - 26 |
| 58                     | 26 février | @ Chicago     | V 122-117      | James Harden (30)   | Ivica Zubac (10)   | Ben Simmons (8)   | United Center 20 356         | 32 - 26 |
| 59                     | 28 février | @ L.A. Lakers | D 102-106      | Ivica Zubac (27)    | Ivica Zubac (16)   | James Harden (9)  | Crypto.com Arena 18 997      | 32 - 27 |

| Match | Date match | Équipe                | Score          | Meilleur marqueur      | Meilleur rebondeur  | Meilleur passeur      | Lieux Spectateurs            | Série   |
| ----- | ---------- | --------------------- | -------------- | ---------------------- | ------------------- | --------------------- | ---------------------------- | ------- |
| 60    | 2 mars     | @ L.A. Lakers         | D 102-108      | Kawhi Leonard (33)     | Leonard, Zubac (10) | James Harden (8)      | Crypto.com Arena 18 997      | 32 - 28 |
| 61    | 4 mars     | @ Phoenix             | D 117-119      | Ivica Zubac (35)       | Ivica Zubac (10)    | James Harden (15)     | Footprint Center 17 071      | 32 - 29 |
| 62    | 5 mars     | Détroit               | V 123-115      | James Harden (50)      | Ivica Zubac (11)    | Kris Dunn (6)         | Intuit Dome 17 927           | 33 - 29 |
| 63    | 7 mars     | New York              | V 105-95       | James Harden (27)      | Ivica Zubac (14)    | James Harden (7)      | Intuit Dome 17 927           | 34 - 29 |
| 64    | 9 mars     | Sacramento            | V 111-110 (OT) | James Harden (29)      | Ivica Zubac (14)    | James Harden (11)     | Intuit Dome 17 927           | 35 - 29 |
| 65    | 11 mars    | @ La Nouvelle-Orléans | D 120-127      | Kawhi Leonard (29)     | Ivica Zubac (11)    | James Harden (17)     | Smoothie King Center 17 363  | 35 - 30 |
| 66    | 12 mars    | @ Miami               | V 119-104      | Bogdan Bogdanović (30) | Ivica Zubac (14)    | James Harden (11)     | Kaseya Center 19 700         | 36 - 30 |
| 67    | 14 mars    | @ Atlanta             | V 121-98       | Kawhi Leonard (25)     | James Harden (8)    | James Harden (7)      | State Farm Arena 16 561      | 37 - 30 |
| 68    | 16 mars    | Charlotte             | V 123-88       | James Harden (31)      | Ivica Zubac (14)    | Ivica Zubac (8)       | Intuit Dome 17 927           | 38 - 30 |
| 69    | 18 mars    | Cleveland             | V 132-119      | Kawhi Leonard (33)     | Ivica Zubac (20)    | James Harden (9)      | Intuit Dome 17 927           | 39 - 30 |
| 70    | 21 mars    | Memphis               | V 128-108      | James Harden (30)      | Leonard, Zubac (10) | James Harden (9)      | Intuit Dome 17 927           | 40 - 30 |
| 71    | 23 mars    | Oklahoma City         | D 101-103      | Kawhi Leonard (25)     | Ivica Zubac (11)    | James Harden (8)      | Intuit Dome 17 927           | 40 - 31 |
| 72    | 26 mars    | @ New York            | V 126-113      | James Harden (29)      | Leonard, Zubac (10) | Kawhi Leonard (7)     | Madison Square Garden 19 812 | 41 - 31 |
| 73    | 28 mars    | @ Brooklyn            | V 132-100      | Kawhi Leonard (31)     | Ivica Zubac (12)    | Bogdan Bogdanović (9) | Barclays Center 17 926       | 42 - 31 |
| 74    | 30 mars    | @ Cleveland           | D 122-127      | Norman Powell (34)     | Ivica Zubac (13)    | James Harden (8)      | Rocket Arena 19 432          | 42 - 32 |
| 75    | 31 mars    | @ Orlando             | V 96-87        | Leonard, Powell (21)   | Ivica Zubac (20)    | Harden, Zubac (5)     | Kia Center 17 522            | 43 - 32 |

| Match | Date match | Équipe              | Score          | Meilleur marqueur    | Meilleur rebondeur | Meilleur passeur      | Lieux Spectateurs      | Série   |
| ----- | ---------- | ------------------- | -------------- | -------------------- | ------------------ | --------------------- | ---------------------- | ------- |
| 76    | 2 avril    | La Nouvelle-Orléans | V 114-98       | Kawhi Leonard (28)   | Ivica Zubac (10)   | James Harden (10)     | Intuit Dome 17 109     | 44 - 32 |
| 77    | 4 avril    | Dallas              | V 114-91       | Kawhi Leonard (20)   | Ivica Zubac (13)   | Bogdan Bogdanović (6) | Intuit Dome 17 927     | 45 - 32 |
| 78    | 5 avril    | Dallas              | V 135-104      | Harden, Leonard (29) | Ivica Zubac (10)   | James Harden (14)     | Intuit Dome 17 927     | 46 - 32 |
| 79    | 8 avril    | San Antonio         | V 122-117      | Ivica Zubac (24)     | Ivica Zubac (20)   | James Harden (12)     | Intuit Dome 17 927     | 47 - 32 |
| 80    | 9 avril    | Houston             | V 134-117      | James Harden (35)    | Ivica Zubac (11)   | Harden, Zubac (10)    | Intuit Dome 17 927     | 48 - 32 |
| 81    | 11 avril   | @ Sacramento        | V 101-100      | Kawhi Leonard (28)   | Harden, Zubac (11) | James Harden (10)     | Golden 1 Center 16 435 | 49 - 32 |
| 82    | 13 avril   | @ Golden State      | V 124-119 (OT) | James Harden (39)    | Ivica Zubac (17)   | James Harden (10)     | Chase Center 18 064    | 50 - 32 |

### Playoffs
| Playoffs Total: 3-4 (Domicile : 2-1; Extérieur : 1-3) |

| Match | Date match | Équipe   | Score          | Meilleur marqueur  | Meilleur rebondeur | Meilleur passeur   | Lieux Spectateurs  | Série |
| ----- | ---------- | -------- | -------------- | ------------------ | ------------------ | ------------------ | ------------------ | ----- |
| 1     | 19 avril   | @ Denver | D 110-112 (OT) | James Harden (32)  | Ivica Zubac (13)   | James Harden (11)  | Ball Arena 19 973  | 0 - 1 |
| 2     | 21 avril   | @ Denver | V 105-102      | Kawhi Leonard (39) | Ivica Zubac (12)   | James Harden (7)   | Ball Arena 19 989  | 1 - 1 |
| 3     | 24 avril   | Denver   | V 117-83       | Kawhi Leonard (21) | Kawhi Leonard (11) | James Harden (9)   | Intuit Dome 17 927 | 2 - 1 |
| 4     | 26 avril   | Denver   | D 99-101       | Kawhi Leonard (24) | Ivica Zubac (12)   | James Harden (11)  | Intuit Dome 17 927 | 2 - 2 |
| 5     | 29 avril   | @ Denver | D 115-131      | Ivica Zubac (27)   | Kawhi Leonard (9)  | Kawhi Leonard (11) | Ball Arena 20 005  | 2 - 3 |
| 6     | 1er mai    | Denver   | V 111-105      | James Harden (28)  | Kawhi Leonard (10) | James Harden (8)   | Intuit Dome 17 927 | 3 - 3 |
| 7     | 3 mai      | @ Denver | D 101-120      | Kawhi Leonard (22) | Ivica Zubac (14)   | James Harden (13)  | Ball Arena 19 995  | 3 - 4 |

### Confrontations en saison régulière
| Conférence Est      | Conférence Est                              | Conférence Est                              | Conférence Ouest                            | Conférence Ouest                            | Conférence Ouest                            | Conférence Ouest                            | Conférence Ouest                            | Conférence Ouest                            | Conférence Ouest                            |
| Division Atlantique | Division Atlantique                         | Division Atlantique                         | Division Nord-Ouest                         | Division Nord-Ouest                         | Division Nord-Ouest                         | Division Nord-Ouest                         | Division Nord-Ouest                         | Division Nord-Ouest                         | Division Nord-Ouest                         |
| Équipe              | Domicile                                    | Extérieur                                   | Équipe                                      | Domicile                                    | Domicile                                    | Domicile                                    | Extérieur                                   | Extérieur                                   | Extérieur                                   |
| ------------------- | ------------------------------------------- | ------------------------------------------- | ------------------------------------------- | ------------------------------------------- | ------------------------------------------- | ------------------------------------------- | ------------------------------------------- | ------------------------------------------- | ------------------------------------------- |
| Boston              | 113-117 (OT)                                | 94-126                                      | Denver                                      | 126-122                                     |                                             |                                             | 109-104                                     | 98-120                                      | 103-126                                     |
| Brooklyn            | 126-67                                      | 132-100                                     | Minnesota                                   | 80-108                                      |                                             |                                             | 92-93                                       | 106-108                                     |                                             |
| New York            | 105-95                                      | 126-113                                     | Oklahoma City                               | 92-105                                      | 101-103                                     |                                             | 128-134                                     | 98-116                                      |                                             |
| Philadelphie        | 110-98                                      | 125-99                                      | Portland                                    | 105-106                                     | 127-105                                     |                                             | 118-89                                      |                                             |                                             |
| Toronto             | 105-103                                     | 108-115                                     | Utah                                        | 116-105                                     | 144-107                                     | 130-110                                     | 120-116 (OT)                                |                                             |                                             |
| Division            | 7-3 (Domicile : 4-1; Extérieur : 3-2)       | 7-3 (Domicile : 4-1; Extérieur : 3-2)       | Division                                    | 8-10 (Domicile : 5-4; Extérieur : 3-6)      | 8-10 (Domicile : 5-4; Extérieur : 3-6)      | 8-10 (Domicile : 5-4; Extérieur : 3-6)      | 8-10 (Domicile : 5-4; Extérieur : 3-6)      | 8-10 (Domicile : 5-4; Extérieur : 3-6)      | 8-10 (Domicile : 5-4; Extérieur : 3-6)      |
| Division Centrale   | Division Centrale                           | Division Centrale                           | Division Pacifique                          | Division Pacifique                          | Division Pacifique                          | Division Pacifique                          | Division Pacifique                          | Division Pacifique                          | Division Pacifique                          |
| Équipe              | Domicile                                    | Extérieur                                   | Équipe                                      | Domicile                                    | Domicile                                    | Domicile                                    | Extérieur                                   | Extérieur                                   | Extérieur                                   |
| Chicago             | 99-112                                      | 122-117                                     | Golden State                                | 102-99                                      | 102-92                                      |                                             | 112-104                                     | 124-119 (OT)                                |                                             |
| Cleveland           | 132-119                                     | 122-127                                     |                                             |                                             |                                             |                                             |                                             |                                             |                                             |
| Detroit             | 123-115                                     | 97-106                                      | L.A. Lakers                                 | 116-102                                     | 97-122                                      |                                             | 102-106                                     | 102-108                                     |                                             |
| Indiana             | 112-119                                     | 111-129                                     | Phoenix                                     | 113-116 (OT)                                | 119-125                                     |                                             | 109-111                                     | 117-119                                     |                                             |
| Milwaukee           | 127-117                                     | 110-116                                     | Sacramento                                  | 104-88                                      | 111-110 (OT)                                |                                             | 107-98                                      | 101-100                                     |                                             |
| Division            | 4-6 (Domicile : 3-2; Extérieur : 1-4)       | 4-6 (Domicile : 3-2; Extérieur : 1-4)       | Division                                    | 9-7 (Domicile : 5-3; Extérieur : 4-4)       | 9-7 (Domicile : 5-3; Extérieur : 4-4)       | 9-7 (Domicile : 5-3; Extérieur : 4-4)       | 9-7 (Domicile : 5-3; Extérieur : 4-4)       | 9-7 (Domicile : 5-3; Extérieur : 4-4)       | 9-7 (Domicile : 5-3; Extérieur : 4-4)       |
| Division Sud-Est    | Division Sud-Est                            | Division Sud-Est                            | Division Sud-Ouest                          | Division Sud-Ouest                          | Division Sud-Ouest                          | Division Sud-Ouest                          | Division Sud-Ouest                          | Division Sud-Ouest                          | Division Sud-Ouest                          |
| Équipe              | Domicile                                    | Extérieur                                   | Équipe                                      | Domicile                                    | Domicile                                    | Domicile                                    | Extérieur                                   | Extérieur                                   | Extérieur                                   |
| Atlanta             | 131-105                                     | 121-98                                      | Dallas                                      | 114-91                                      | 135-104                                     |                                             | 118-95                                      | 97-113                                      |                                             |
| Charlotte           | 123-88                                      | 112-104                                     | Houston                                     | 106-117                                     | 134-117                                     |                                             | 103-111                                     | 104-125                                     |                                             |
| Miami               | 109-98                                      | 119-104                                     | Memphis                                     | 128-114                                     | 128-108                                     |                                             | 114-110                                     |                                             |                                             |
| Orlando             | 104-93                                      | 96-87                                       | New Orleans                                 | 114-98                                      |                                             |                                             | 116-113                                     | 120-127                                     |                                             |
| Washington          | 110-93                                      | 121-96                                      | San Antonio                                 | 113-104                                     | 122-117                                     |                                             | 86-122                                      | 128-116                                     |                                             |
| Division            | 10-0 (Domicile : 5-0; Extérieur : 5-0)      | 10-0 (Domicile : 5-0; Extérieur : 5-0)      | Division                                    | 12-6 (Domicile : 8-1; Extérieur : 4-5)      | 12-6 (Domicile : 8-1; Extérieur : 4-5)      | 12-6 (Domicile : 8-1; Extérieur : 4-5)      | 12-6 (Domicile : 8-1; Extérieur : 4-5)      | 12-6 (Domicile : 8-1; Extérieur : 4-5)      | 12-6 (Domicile : 8-1; Extérieur : 4-5)      |
| Conférence          | 21-9 (Domicile : 12-3; Extérieur : 9-6)     | 21-9 (Domicile : 12-3; Extérieur : 9-6)     | Conférence                                  | 29-23 (Domicile : 18-8; Extérieur : 11-15)  | 29-23 (Domicile : 18-8; Extérieur : 11-15)  | 29-23 (Domicile : 18-8; Extérieur : 11-15)  | 29-23 (Domicile : 18-8; Extérieur : 11-15)  | 29-23 (Domicile : 18-8; Extérieur : 11-15)  | 29-23 (Domicile : 18-8; Extérieur : 11-15)  |
| Total               | 50-32 (Domicile : 30-11; Extérieur : 20-21) | 50-32 (Domicile : 30-11; Extérieur : 20-21) | 50-32 (Domicile : 30-11; Extérieur : 20-21) | 50-32 (Domicile : 30-11; Extérieur : 20-21) | 50-32 (Domicile : 30-11; Extérieur : 20-21) | 50-32 (Domicile : 30-11; Extérieur : 20-21) | 50-32 (Domicile : 30-11; Extérieur : 20-21) | 50-32 (Domicile : 30-11; Extérieur : 20-21) | 50-32 (Domicile : 30-11; Extérieur : 20-21) |

## Classements

### Saison régulière
| Conférence Ouest | Conférence Ouest                    | Conférence Ouest | Conférence Ouest | Conférence Ouest | Conférence Ouest | Conférence Ouest | Conférence Ouest |
| No               | Franchise                           | Vic.             | Def.             | MJ               | V/D              | GB               |                  |
| ---------------- | ----------------------------------- | ---------------- | ---------------- | ---------------- | ---------------- | ---------------- | ---------------- |
| 1                | Thunder d'Oklahoma City - c         | 68               | 14               | 82               | .829             | –                |                  |
| 2                | Rockets de Houston - y              | 52               | 30               | 82               | .634             | 16               |                  |
| 3                | Lakers de Los Angeles - y           | 50               | 32               | 82               | .610             | 18               |                  |
| 4                | Nuggets de Denver - x               | 50               | 32               | 82               | .610             | 18               |                  |
| 5                | Clippers de Los Angeles - x         | 50               | 32               | 82               | .610             | 18               |                  |
| 6                | Timberwolves du Minnesota - x       | 49               | 33               | 82               | .598             | 19               |                  |
|                  |                                     |                  |                  |                  |                  |                  |                  |
| 7                | Warriors de Golden State - x        | 48               | 34               | 82               | .585             | 20               |                  |
| 8                | Grizzlies de Memphis - x            | 48               | 34               | 82               | .585             | 20               |                  |
| 9                | Kings de Sacramento - pi            | 40               | 42               | 82               | .488             | 28               |                  |
| 10               | Mavericks de Dallas - pi            | 39               | 43               | 82               | .476             | 29               |                  |
|                  |                                     |                  |                  |                  |                  |                  |                  |
| 11               | Suns de Phoenix - o                 | 36               | 46               | 82               | .439             | 32               |                  |
| 12               | Trail Blazers de Portland - o       | 36               | 46               | 82               | .439             | 32               |                  |
| 13               | Spurs de San Antonio - o            | 34               | 48               | 82               | .415             | 34               |                  |
| 14               | Pelicans de La Nouvelle-Orléans - o | 21               | 61               | 82               | .256             | 47               |                  |
| 15               | Jazz de l'Utah - o                  | 17               | 65               | 82               | .207             | 51               |                  |

| Division Pacifique           | V  | D  | MJ | V/D  | GB | Dom   | Ext   | Div  |
| ---------------------------- | -- | -- | -- | ---- | -- | ----- | ----- | ---- |
| Lakers de Los Angeles - y    | 50 | 32 | 82 | .610 | –  | 31-10 | 19-22 | 12-4 |
| Clippers de Los Angeles - x  | 50 | 32 | 82 | .610 | –  | 30-11 | 20-21 | 9-7  |
| Warriors de Golden State - x | 48 | 34 | 82 | .585 | 2  | 24-17 | 24-17 | 5-11 |
| Kings de Sacramento - pi     | 40 | 42 | 82 | .488 | 10 | 20-21 | 20-21 | 5-11 |
| Suns de Phoenix - o          | 36 | 46 | 82 | .439 | 14 | 24-17 | 12-29 | 9-7  |

### NBA In-Season Tournament
| Rang | Équipe                    | %    | J | G | P | Pp  | Pc  | Diff |
| ---- | ------------------------- | ---- | - | - | - | --- | --- | ---- |
| 1    | Rockets de Houston        | .750 | 4 | 3 | 1 | 454 | 414 | 40   |
| 2    | Clippers de Los Angeles   | .500 | 4 | 2 | 2 | 427 | 411 | 16   |
| 3    | Timberwolves du Minnesota | .500 | 4 | 2 | 2 | 418 | 431 | -13  |
| 4    | Trail Blazers de Portland | .500 | 4 | 2 | 2 | 430 | 457 | -27  |
| 5    | Kings de Sacramento       | .250 | 4 | 1 | 3 | 429 | 445 | -16  |

|  | Quarts de finale                     | Quarts de finale                 | Quarts de finale                 | Quarts de finale                 |                         |                         | Demi-finales                     | Demi-finales                     | Demi-finales                     | Demi-finales                     |  |  | Finale                           | Finale                           | Finale                           | Finale                           |
|  |                                      |                                  |                                  |                                  |                         |                         |                                  |                                  |                                  |                                  |  |  |                                  |                                  |                                  |                                  |
|  | 10 décembre 2024 – Milwaukee, WI     | 10 décembre 2024 – Milwaukee, WI | 10 décembre 2024 – Milwaukee, WI | 10 décembre 2024 – Milwaukee, WI |                         |                         | 14 décembre 2024 – Las Vegas, NV | 14 décembre 2024 – Las Vegas, NV | 14 décembre 2024 – Las Vegas, NV | 14 décembre 2024 – Las Vegas, NV |  |  | 17 décembre 2024 – Las Vegas, NV | 17 décembre 2024 – Las Vegas, NV | 17 décembre 2024 – Las Vegas, NV | 17 décembre 2024 – Las Vegas, NV |
|  | 10 décembre 2024 – Milwaukee, WI     | 10 décembre 2024 – Milwaukee, WI | 10 décembre 2024 – Milwaukee, WI | 10 décembre 2024 – Milwaukee, WI |                         |                         | 14 décembre 2024 – Las Vegas, NV | 14 décembre 2024 – Las Vegas, NV | 14 décembre 2024 – Las Vegas, NV | 14 décembre 2024 – Las Vegas, NV |  |  | 17 décembre 2024 – Las Vegas, NV | 17 décembre 2024 – Las Vegas, NV | 17 décembre 2024 – Las Vegas, NV | 17 décembre 2024 – Las Vegas, NV |
|  | Bucks de Milwaukee                   | Bucks de Milwaukee               | 114                              | 114                              |                         |                         | 14 décembre 2024 – Las Vegas, NV | 14 décembre 2024 – Las Vegas, NV | 14 décembre 2024 – Las Vegas, NV | 14 décembre 2024 – Las Vegas, NV |  |  | 17 décembre 2024 – Las Vegas, NV | 17 décembre 2024 – Las Vegas, NV | 17 décembre 2024 – Las Vegas, NV | 17 décembre 2024 – Las Vegas, NV |
|  | Bucks de Milwaukee                   | Bucks de Milwaukee               | 114                              | 114                              |                         |                         | 14 décembre 2024 – Las Vegas, NV | 14 décembre 2024 – Las Vegas, NV | 14 décembre 2024 – Las Vegas, NV | 14 décembre 2024 – Las Vegas, NV |  |  | 17 décembre 2024 – Las Vegas, NV | 17 décembre 2024 – Las Vegas, NV | 17 décembre 2024 – Las Vegas, NV | 17 décembre 2024 – Las Vegas, NV |
|  | Magic d'Orlando                      | Magic d'Orlando                  | 109                              | 109                              |                         |                         | 14 décembre 2024 – Las Vegas, NV | 14 décembre 2024 – Las Vegas, NV | 14 décembre 2024 – Las Vegas, NV | 14 décembre 2024 – Las Vegas, NV |  |  | 17 décembre 2024 – Las Vegas, NV | 17 décembre 2024 – Las Vegas, NV | 17 décembre 2024 – Las Vegas, NV | 17 décembre 2024 – Las Vegas, NV |
|  | Magic d'Orlando                      | Magic d'Orlando                  | 109                              | 109                              | Bucks de Milwaukee      | Bucks de Milwaukee      | 110                              | 110                              |                                  |                                  |  |  | 17 décembre 2024 – Las Vegas, NV | 17 décembre 2024 – Las Vegas, NV | 17 décembre 2024 – Las Vegas, NV | 17 décembre 2024 – Las Vegas, NV |
|  | 11 décembre 2024 – New York, NY      |                                  |                                  |                                  | Bucks de Milwaukee      | Bucks de Milwaukee      | 110                              | 110                              |                                  |                                  |  |  | 17 décembre 2024 – Las Vegas, NV | 17 décembre 2024 – Las Vegas, NV | 17 décembre 2024 – Las Vegas, NV | 17 décembre 2024 – Las Vegas, NV |
|  |                                      |                                  | Hawks d'Atlanta                  | Hawks d'Atlanta                  | 102                     | 102                     |                                  |                                  |                                  |                                  |  |  | 17 décembre 2024 – Las Vegas, NV | 17 décembre 2024 – Las Vegas, NV | 17 décembre 2024 – Las Vegas, NV | 17 décembre 2024 – Las Vegas, NV |
|  | Knicks de New York                   | Knicks de New York               | Hawks d'Atlanta                  | Hawks d'Atlanta                  | 102                     | 102                     | 100                              | 100                              |                                  |                                  |  |  | 17 décembre 2024 – Las Vegas, NV | 17 décembre 2024 – Las Vegas, NV | 17 décembre 2024 – Las Vegas, NV | 17 décembre 2024 – Las Vegas, NV |
|  | Knicks de New York                   | Knicks de New York               | 14 décembre 2024 – Las Vegas, NV |                                  |                         |                         | 100                              | 100                              |                                  |                                  |  |  | 17 décembre 2024 – Las Vegas, NV | 17 décembre 2024 – Las Vegas, NV | 17 décembre 2024 – Las Vegas, NV | 17 décembre 2024 – Las Vegas, NV |
|  | Hawks d'Atlanta                      | Hawks d'Atlanta                  | 108                              | 108                              |                         |                         |                                  |                                  |                                  |                                  |  |  | 17 décembre 2024 – Las Vegas, NV | 17 décembre 2024 – Las Vegas, NV | 17 décembre 2024 – Las Vegas, NV | 17 décembre 2024 – Las Vegas, NV |
|  | Hawks d'Atlanta                      | Hawks d'Atlanta                  | 108                              | 108                              | Bucks de Milwaukee      | Bucks de Milwaukee      | 97                               | 97                               |                                  |                                  |  |  |                                  |                                  |                                  |                                  |
|  | 10 décembre 2024 – Oklahoma City, OK |                                  |                                  |                                  | Bucks de Milwaukee      | Bucks de Milwaukee      | 97                               | 97                               |                                  |                                  |  |  |                                  |                                  |                                  |                                  |
|  |                                      |                                  | Thunder d'Oklahoma City          | Thunder d'Oklahoma City          | 81                      | 81                      |                                  |                                  |                                  |                                  |  |  |                                  |                                  |                                  |                                  |
|  | Thunder d'Oklahoma City              | Thunder d'Oklahoma City          | Thunder d'Oklahoma City          | Thunder d'Oklahoma City          | 81                      | 81                      | 118                              | 118                              |                                  |                                  |  |  |                                  |                                  |                                  |                                  |
|  | Thunder d'Oklahoma City              | Thunder d'Oklahoma City          |                                  |                                  |                         |                         |                                  |                                  |                                  |                                  |  |  |                                  |                                  |                                  |                                  |
|  | Mavericks de Dallas                  | Mavericks de Dallas              | 104                              | 104                              |                         |                         |                                  |                                  |                                  |                                  |  |  |                                  |                                  |                                  |                                  |
|  | Mavericks de Dallas                  | Mavericks de Dallas              | 104                              | 104                              | Thunder d'Oklahoma City | Thunder d'Oklahoma City | 111                              | 111                              |                                  |                                  |  |  |                                  |                                  |                                  |                                  |
|  | 11 décembre 2024 – Houston, TX       |                                  |                                  |                                  | Thunder d'Oklahoma City | Thunder d'Oklahoma City | 111                              | 111                              |                                  |                                  |  |  |                                  |                                  |                                  |                                  |
|  |                                      |                                  | Rockets de Houston               | Rockets de Houston               | 96                      | 96                      |                                  |                                  |                                  |                                  |  |  |                                  |                                  |                                  |                                  |
|  | Rockets de Houston                   | Rockets de Houston               | Rockets de Houston               | Rockets de Houston               | 96                      | 96                      | 91                               | 91                               |                                  |                                  |  |  |                                  |                                  |                                  |                                  |
|  | Rockets de Houston                   | Rockets de Houston               |                                  |                                  |                         |                         |                                  | 91                               |                                  |                                  |  |  |                                  |                                  |                                  |                                  |
|  | Warriors de Golden State             | Warriors de Golden State         | 90                               | 90                               |                         |                         |                                  |                                  |                                  |                                  |  |  |                                  |                                  |                                  |                                  |
|  | Warriors de Golden State             | Warriors de Golden State         | 90                               | 90                               |                         |                         |                                  |                                  |                                  |                                  |  |  |                                  |                                  |                                  |                                  |
|  |                                      |                                  |                                  |                                  |                         |                         |                                  |                                  |                                  |                                  |  |  |                                  |                                  |                                  |                                  |